# Rożeniec (zwyczajny)
Rożeniec zwyczajny, różeniec (Anas acuta) – gatunek dużego, wędrownego ptaka wodnego z rodziny kaczkowatych (Anatidae). Mimo wielkiego zasięgu występowania nie wyróżnia się podgatunków.

## Występowanie
Zamieszkuje północne i środkowe części Eurazji i Ameryki Północnej. Przeloty w marcu–kwietniu i wrześniu–listopadzie. Zimuje w południowej i zachodniej Europie, Afryce Północnej i Wschodniej oraz w pasie na południe od Sahary, na Bliskim Wschodzie, w południowej i południowo-wschodniej Azji oraz w południowej części Ameryki Północnej, w Ameryce Środkowej i północno-zachodniej części Ameryki Południowej. W Dolinie Nilu stanowią najliczniejszy gatunek ptaków zimujących.
W Polsce skrajnie nielicznie gniazduje na niżu, bardzo nielicznie na przelotach. W Polsce zimuje skrajnie nielicznie (głównie na zachodzie kraju). Jeszcze w XIX wieku rożeniec występował na znacznej części obecnych ziem polskich. Od 2007 roku lęgi stwierdzane są już tylko w dolinach Biebrzy i Warty (stan w roku 2020).

## Morfologia
Cechy gatunkuPtak o charakterystycznej sylwetce – długiej smukłej szyi i długim ogonie. Samiec większy od samicy, o charakterystycznych, długich środkowych sterówkach, wyciągniętych w locie. W szacie godowej głowa i górna część szyi ciemnobrązowe, przód szyi i wole białe. Z szyi biegnie biała wypustka, ostro odcinająca się od barwy brązowej, sięgająca niemal do ciemienia. Tył szyi, boki i grzbiet szare z drobnym, poprzecznym czarnym prążkowaniem. Brzuch i pierś biała, dziób i nogi sinoniebieskie. Lusterko zielonorude z wąskim białym pasem na krawędzi. Samica szarobrązowa z brązowymi cętkami i białawym brzuchem. Lusterko zielono-fioletowe, nie rzuca się w oczy tak jak u samca. Samiec w szacie spoczynkowej i osobniki młodociane podobne. Kaczor ma tylko nieco ciemniejszy grzbiet.
Rożeńce, zwłaszcza samice, od krzyżówek można odróżnić po szarym dziobie i spiczastym ogonie. Samce rozpoznać można po głuchym „kryk” i gwizdaniu, a samice po gardłowym „rer rer ret”.
Wymiary średnie
długość ciała ok. 51–74 cm
długość skrzydła 23–29 cm
rozpiętość skrzydeł 74–85 cm
masa ciała ok. 700–1200 g

## Ekologia

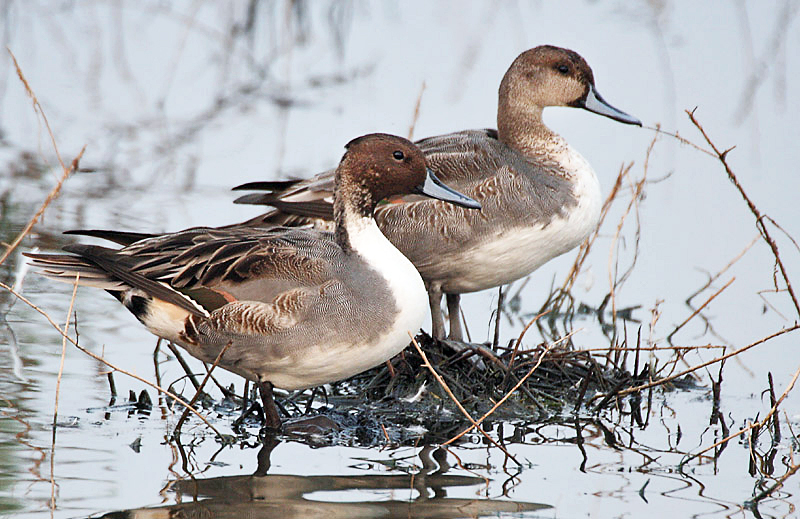
Samce w upierzeniu spoczynkowym zimujące w Indiach

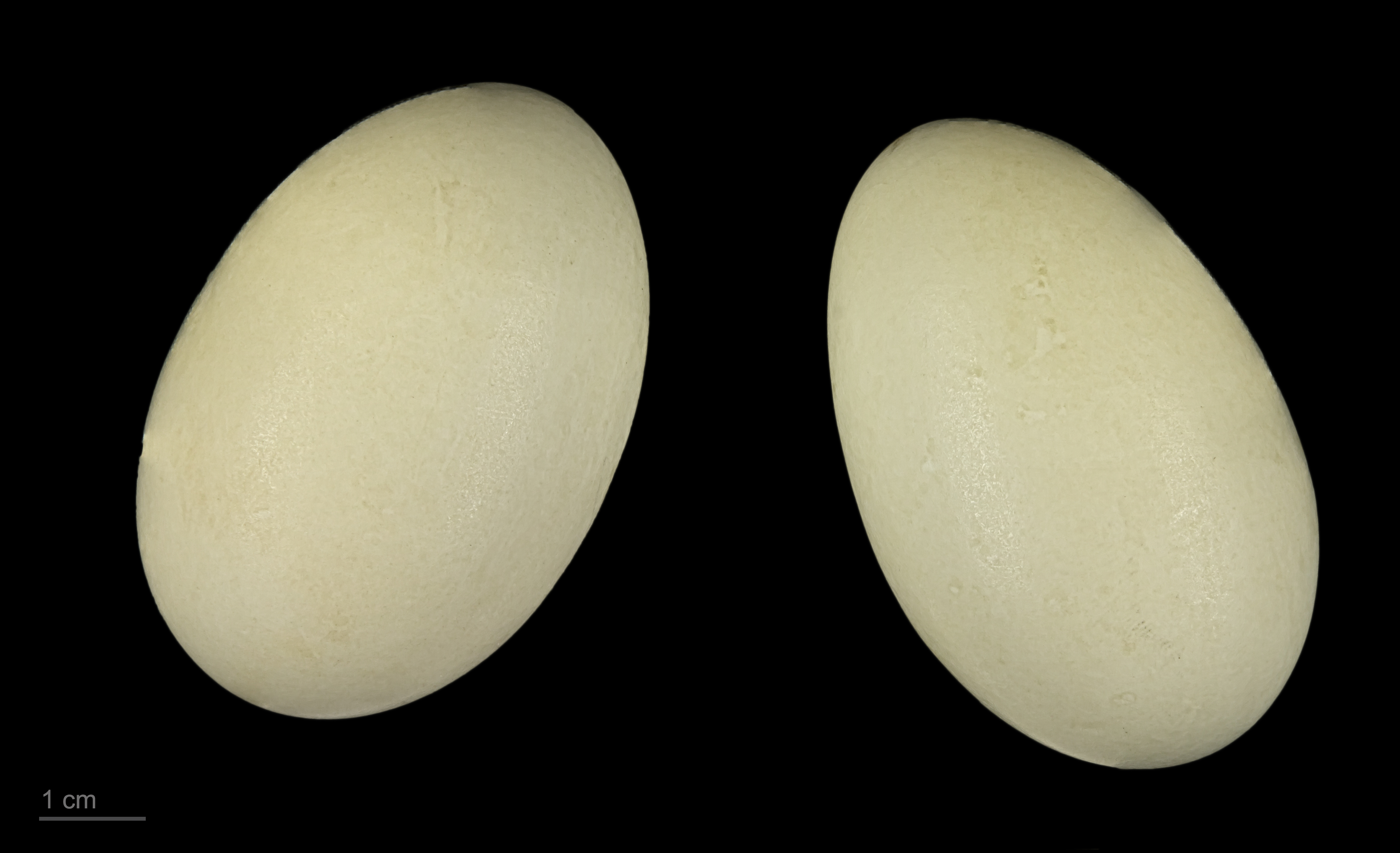
Jaja z kolekcji muzealnej

BiotopStojące wody śródlądowe z bogatą roślinnością. Najliczniejszy w pasie lasotundry.
TokiPtaki dobierają się w pary już na zimowiskach lub w czasie przelotów. Wykazują charakterystyczny lot godowy: lecą w stadkach nisko nad powierzchnią wody z szyjami wygiętymi na kształt litery S.
GniazdoNa terenach lęgowych pojawiają się w marcu lub kwietniu. Gniazdo na lądzie, pod osłoną traw lub turzyc, zazwyczaj w pobliżu wody nad jeziorami lub stawami. Z reguły gniazdo mierzy 26 cm średnicy, głębokość ok. 9 cm. Znajdywano też gniazda na polach bez żadnej osłony. Miejsce na lęg wyszukują oboje rodzice, ale buduje je sama samica. To płytkie zagłębienie w ziemi wysłane suchymi trawami i liści oraz puchem przybywającym w miarę wysiadywania (szarobrunatne piórka jaśniejsze na czubku i u podstawy).
Okres lęgowyW ciągu roku wyprowadza jeden lęg, składając w kwietniu–czerwcu 3 do 12 zielonkawych lub kremowych jaj o średnich wymiarach 55×39 mm. Jaja wysiadywane są przez okres 21–26 dni przez samicę. Na początku samiec czuwa na straży blisko gniazda. Gdy wyczuwa niebezpieczeństwo, trzyma się go, póki samica nie opuści gniazda. Pisklęta są zagniazdownikami, zdolność lotu uzyskują po około 6 tygodniach. Mają szaroczarne grzbiety, a brzuchy białawe. Wychowuje je tylko samica, pływając z nimi przez 6 tygodni. Młode przypominają matkę.
PożywienieDrobne bezkręgowce wodne np. owady, robaki, kijanki, drobne ryby i rośliny wodne. Pokarm zdobywa gruntując. Żerują głównie nocą, przy zanurzaniu osiągają do 50 metrów głębokości.

## Status i ochrona
W Czerwonej księdze gatunków zagrożonych Międzynarodowej Unii Ochrony Przyrody rożeniec nieprzerwanie od 1988 roku klasyfikowany jest jako gatunek najmniejszej troski (LC – Least Concern). Liczebność światowej populacji w 2015 roku, według szacunków organizacji Wetlands International, wynosiła 7,1–7,2 miliona osobników (czyli około 4,7–4,8 miliona osobników dorosłych). Globalny trend liczebności populacji uznawany jest za spadkowy.
W Polsce objęty ochroną gatunkową ścisłą, wymaga ochrony czynnej. Na Czerwonej liście ptaków Polski rożeniec sklasyfikowany został jako gatunek krytycznie zagrożony (CR). W latach 2013–2018 liczebność krajowej populacji lęgowej szacowano na 0–15 par, zaś populacji zimującej na co najmniej 10–70 osobników.